# Dicrostonyx unalascensis
Dicrostonyx unalascensis är en däggdjursart som beskrevs av Clinton Hart Merriam 1900. Dicrostonyx unalascensis ingår i släktet halsbandslämlar och familjen hamsterartade gnagare. IUCN kategoriserar arten globalt som otillräckligt studerad. Inga underarter finns listade.
Denna halsbandslämmel förekommer på centrala Aleuterna. Habitatet utgörs av den arktiska tundran.
Arten blir med svans 13,0 till 16,5 cm lång, svanslängden är 1,1 till 1,8 cm och vikten varierar mellan 50 och 60 g. Djuret har rödbrun päls med en mörk längdgående strimma på ryggens topp. I motsats till de flesta andra halsbandslämlar blir pälsen inte vit under vintern. Klorna blir inte heller större före den kalla årstiden.
Födan antas vara växtdelar som blad, blommor, unga skott och rötter. Uppskattningsvis har honor upp till 8 ungar per kull efter 21 dagar dräktighet.